# Música de Senegal

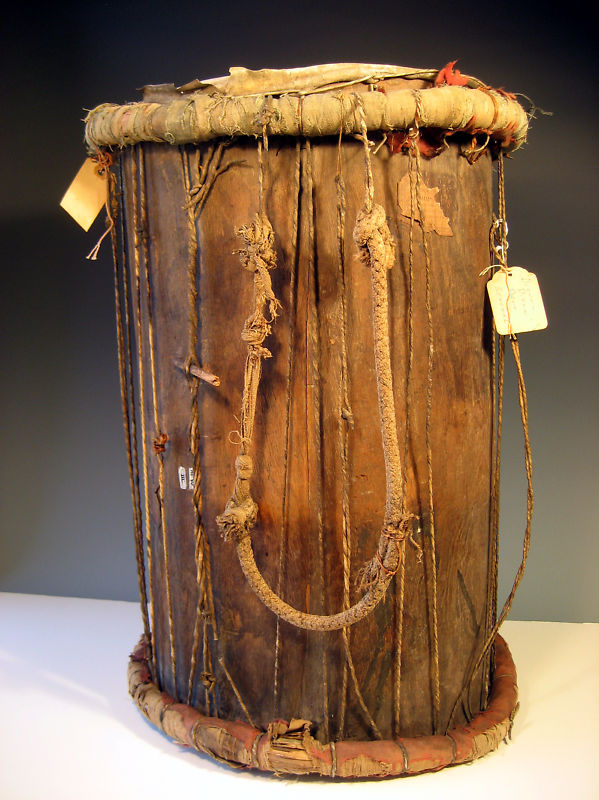
Jun-Jung, instrumento musical de Senegal.

La música de Senegal está entre las músicas más conocidas en África, gracias a la popularidad de estilos como el mbalax, un tipo de música percusiva serer, popularizada por Youssou N'Dour. La percusión sabar es especialmente popular.

## Historia moderna
Durante la época colonial, Senegal fue colonizado por Francia, y su población pasó a adoptar en todo o en parte la identidad francesa. Muchos senegaleses, si bien no todos, se identificaban como franceses antes que con la etnicidad africana. Tras la independencia, la filosofía de la negritud apareció para contrarrestar esta tendencia. El primer Presidente de Senegal, Léopold Sédar Senghor, fue uno de los primeros exponentes de la negritud, que mantenía la tesis de que las tradiciones griots de Senegal eran tan válidas, clásicas y significativas como la música clásica francesa.

### Años 1950 y 1960
Los orígenes de la música popular senegalesa se pueden rastrear hasta los años sesenta, cuando los clubs nocturnos acogían grupos de baile (orquestas) que tocaban música occidental. La Star Band de Ibra Kasse fue una de las más famosas orquestas. Tras comenzar a tocar música estadounidense, cubana y francesa, la Star Band fue añadiendo progresivamente elementos autóctonos, como el tambor parlante o tama y letras en wólof o mandinga. La Star Band se desintegró dando origen a numerosos grupos, siendo el más famoso de la nueva ola la Number One du Senegal de Pape Seck, seguido de la Orchestre Baobab.
El sur de Senegal, en la región natural de Casamance, tiene una importante minoría mandinga, que comenzó a producir maestros de la kora hacia finales de los años 1950. La banda Touré Kunda fue el grupo más popular de esta escena, y pronto comenzaron a dar grandes conciertos en todo el país.

### Años 1970 y 1990
En 1977, la sección rítmica completa y otros intérpretes de la Star Band se fueron para formar Étoile de Dakar, que rápidamente eclipsó a sus excompañeros, al tiempo que lanzó las carreras de El Hadji Faye y Youssou N'Dour. Faye y N'Dour fueron los primeros artistas pop de Senegal, pero la presión de la fama pronto acabó con el grupo. Faye y el guitarrista Badou N'diaye formaron Étoile 2000, publicando el éxito "Boubou N'Gary", pero desaparecerían pronto.
N'Dour, no obstante, pasó a formar el grupo Super Étoile de Dakar, continuando su carrera. Pronto se convirtió en el músico más popular del país, y quizá de toda África Occidental. Se encargó de introducir elementos tradicionales a su forma de música cubana senegalizada, como rap (tassou), njuup, bakou e instrumentos como el sabar. Su fama transcendió el continente, llegando a hacer colaboraciones con cantantes mundialmente conocidos como Bruce Springsteen, Paul Simon, Peter Gabriel o Sting, y ha grabado discos en francés (para el mercado francófono) e inglés (mercado anglosajón). Interpretó junto a la cantante sueca Neneh Cherry "7 seconds", canción que fue un gran éxito internacional a mitad de los años 90.
Mientras N'Dour africanizaba la música cubana, otra banda influyente, Xalam, hacía algo similar con el funk y el jazz estadounidenses. Formados en 1970 y liderados por el batería Prosper Niang, sus letras controvertidas y su poco familiar sonido jazz hicieron que no tuvieran demasiada fama. Ello hizo que el grupo se mudara a París en 1973. Entonces se sumó al grupo Jean Philippe Rykiel en los teclados. Xalam salió de gira con grupos como Rolling Stones y Crosby, Stills, Nash & Young, obteniendo finalmente el éxito en 1988 con su álbum Xarit.
Hacia finales de los años setenta, se formó la banda Super Diamono, la cual fusionaba ritmos mbalax y populismo militante con influencias de jazz y reggae. Su álbum de 1982 Jigenu Ndakaru fue especialmente popular. Hacia mediados de los años ochenta, Super Diamono era una de las bandas más populares en Senegal, en estrecha y dura competición con Super Étoile de Dakar. La popularidad de la banda decayó, no obstante, caída ralentizada tras la reformación del grupo en 1991 por Omar Pene.

### A partir de los años 1990
En los años años 1990, Thione Seck, un griot descendiente de Lat Dior, rey de Kayor, ascendió hasta el estrellato en solitario tras su trabajo en Baobab, pasando a formar su propia banda, llamada Raam Daan (gatea despacio hacia tu objetivo). Utilizó instrumentación eléctrica en varias publicaciones muy populares, especialmente Diongoma y Demb. Durante el mismo período tuvo lugar el asceso de Ismael Lô, un miembro de Super Diamono, quien logró varios éxitos, como "Attaya", "Ceddo" y "Jele bi".
Baaba Maal es otro popular cantante senegalés. Original de Podor, logró una beca para estudiar música en París. Tras regresar a Senegal, estudió música tradicional con el guitarrista ciego y griot familiar, Mansour Seck, y comenzó a tocar con su grupo Daande Lenol. Su Djam Leelii, grabado en 1984, se convirtió en una sensación para la crítica inglesa tras ser publicado en 1989. Las fusiones de Maal continuaron durante la décadas siguiente, con su álbum Firin' in Fouta (1994), que utilizaba ragga, salsa y arpa de Breataña para crear un sonido popular que lanzó la carrera de Positive Black Soul, un grupo de raperos, y también condujo a la creación del Afro-Celt Sound System. Su fusión continuó en 1998 con Nomad Soul, en el que participó Brian Eno junto a otros seis productores. 
Aunque las intérpretes femeninas estaban logrando grandes éxitos en el resto de África Occidental, especialmente en Malí, las mujeres senegalesas tuvieron pocas oportunidades antes de los años noventa. La primera publicación internacional de una mujer fue "Cheikh Anta Mbacke" (1989) de Kiné Lam. El éxito de la canción provocó la aparición de todo un ramillete de intérpretes femeninas, entre las que se están Fatou Guewel, Madiodio Gning, Daro Mbaye y Khar Mbaye Madiaga. Lam, no obstante, continuó siendo quizá la músico femenina más influyente de los noventa, creando una versión modernizada de los conjuntos de sabar ak xalam al añadir bajo y sintetizador en su Sunu Thiossane de 1993. La publicación del CD de Fatou Guewel "Fatou" en 1998 tuvo gran influencia sobre el mbalax, algo que se podría decir también de su grupo Groupe Sope Noreyni.
El nuevo siglo comenzó con el ascenso de Viviane Ndour, que comenzó como vocalista de apoyo a Youssou Ndour con Super Etoile. Es conocida tanto en Senegal como entre la diáspora, habiendo colaborado con la estrella de rap francesa Mokobe y el artista de zouk Philip Montiero, e incorporando RnB, hip hop y otros elementos en su propio estilo de mbalax. 
La música folk acústica también ha dejado su huella en la cultura musical senegalesa. Entre los artistas que han contribuido a este género se encuentran TAMA de Rufisque, Pape Armand Boye, los Hermanos Guisse, Pape et Cheikh y Cheikh Lô.  
La mayor tendencia desde los años noventa en Senegal, no obstante, fue el hip hop. La propia cultura tradicional incluye diferentes formas de rapeo, como el tassou formal, realizado por las mujeres pertenecientes a la clase trabajadora de la madera o laobe tras el matrimonio. El hip hop senegalés moderno se practica fundamentalmente en wólof, junto con algunos casos en inglés y francés. El rapero franco senegalés MC Solaar es un músico muy conocido. De nacimiento senegalés, Akon también ha alcanzado la fama mundial.